# Сергієвська сільська рада (Первомайський район)
Се́ргієвська сільська рада (рос. Сергиевский сельский совет) — сільське поселення у складі Первомайського району Оренбурзької області Росії.
Адміністративний центр — село Сергієвка.

## Населення
Населення — 800 осіб (2019; 923 в 2010, 1106 у 2002).

## Склад
До складу сільської ради входять:
| Населений пункт     | Населення, осіб (2002) | Населення, осіб (2010) |
| ------------------- | ---------------------- | ---------------------- |
| Нова Жизнь, селище  | 81                     | 71                     |
| Новостройка, селище | 355                    | 285                    |
| Сергієвка, село     | 670                    | 567                    |